# Basketball Association of America 1946-1947
La stagione della Basketball Association of America 1946-1947 fu la stagione inaugurale della lega che sarebbe poi diventata la NBA. Il campionato iniziò con 11 squadre e 60 partite in programma. I primi campioni furono i Philadelphia Warriors, che vinsero contro i Chicago Stags per 4-1.

## Squadre partecipanti
- Boston Celtics
- Chicago Stags
- Cleveland Rebels
- Detroit Falcons
- N.Y. Knicks
- Philad. Warriors

- Pittsburgh Ironmen
- Prov. Steamrollers
- St. Louis Bombers
- Toronto Huskies
- Wash. Capitols

## Classifica finale

### Eastern Division
|  |    | Classifica Eastern Division | V  | P  | %    | GB |
|  | -- | --------------------------- | -- | -- | ---- | -- |
|  | 1. | Washington Capitols         | 49 | 22 | 81,7 | -  |
|  | 2. | Philadelphia Warriors       | 35 | 25 | 58,3 | 14 |
|  | 3. | New York Knicks             | 33 | 27 | 55,0 | 16 |
|  | 4. | Providence Steamrollers     | 28 | 32 | 46,7 | 21 |
|  | 5. | Toronto Huskies             | 22 | 38 | 36,7 | 27 |
|  | 6. | Boston Celtics              | 22 | 38 | 36,7 | 27 |

### Western Division
|  |    | Classifica Western Division | V  | P  | %    | GB   |
|  | -- | --------------------------- | -- | -- | ---- | ---- |
|  | 1. | Chicago Stags               | 39 | 22 | 63,9 | -    |
|  | 2. | St. Louis Bombers           | 38 | 23 | 62,3 | 1    |
|  | 3. | Cleveland Rebels            | 30 | 30 | 50,0 | 8,5  |
|  | 4. | Detroit Falcons             | 20 | 40 | 33,3 | 18,5 |
|  | 5. | Pittsburgh Ironmen          | 15 | 45 | 25,0 | 23,5 |

## Vincitore
| Campione BAA 1946-1947            |
| --------------------------------- |
| Philadelphia Warriors (1º titolo) |

## Statistiche
| Categoria | Giocatore       | Squadra            | Stat  |
| --------- | --------------- | ------------------ | ----- |
| Punti     | Joe Fulks       | Philad. Warriors   | 1.389 |
| Assist    | Ernie Calverley | Prov. Steamrollers | 202   |
| FG%       | Bob Feerick     | Wash. Capitols     | 40,1  |
| FT%       | Fred Scolari    | Wash. Capitols     | 81,1  |

## Premi BAA
- All-BAA First Team
  - Max Zaslofsky, Chicago Stags
  - Bones McKinney, Washington Capitols
  - Joe Fulks, Philadelphia Warriors
  - Stan Miasek, Detroit Falcons
  - Bob Feerick, Washington Capitols
- All-BAA Second Team
  - John Logan, St. Louis Bombers
  - Ernie Calverley, Providence Steamrollers
  - Chick Halbert, Chicago Stags
  - Frankie Baumholtz, Cleveland Rebels
  - Fred Scolari, Washington Capitols